# Jean Maritz

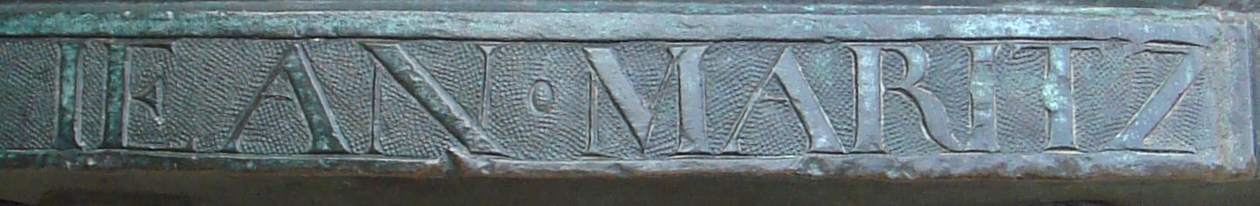
Signature de Jean Maritz II, le fils de Jean Maritz, sur le fût d'un canon (Uranie) coulé en 1745.

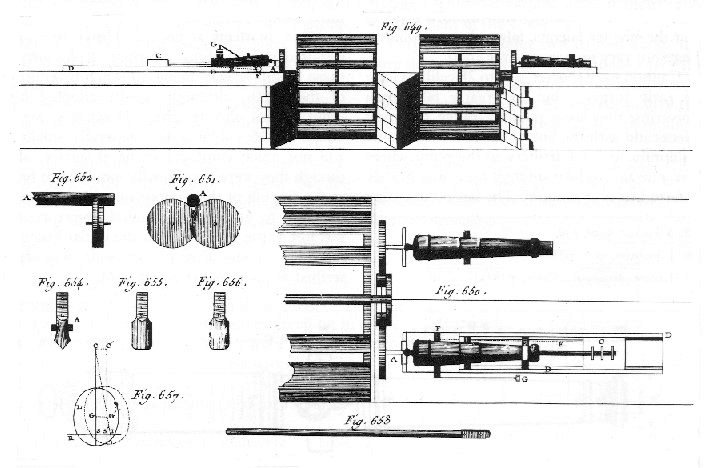
Le procédé Maritz pour l’alésage horizontal des canons (Encyclopédie de Diderot et d'Alembert).

Jean Maritz, né à Berthoud en 1680 et mort à Genève en 1743, est un mécanicien suisse appelé en France au poste de Commissaire des Fontes à Strasbourg. Il y mit au point une machine à aléser verticale, puis une machine à aléser horizontale. Ces inventions révolutionnèrent la fabrique des canons dans la France du XVIIIe siècle, en tant que composant stratégique du système Vallière, et étape décisive vers le système Gribeauval ultérieur. Elles constituent un chaînon technologique dans le développement de la machine-outil.

## Biographie

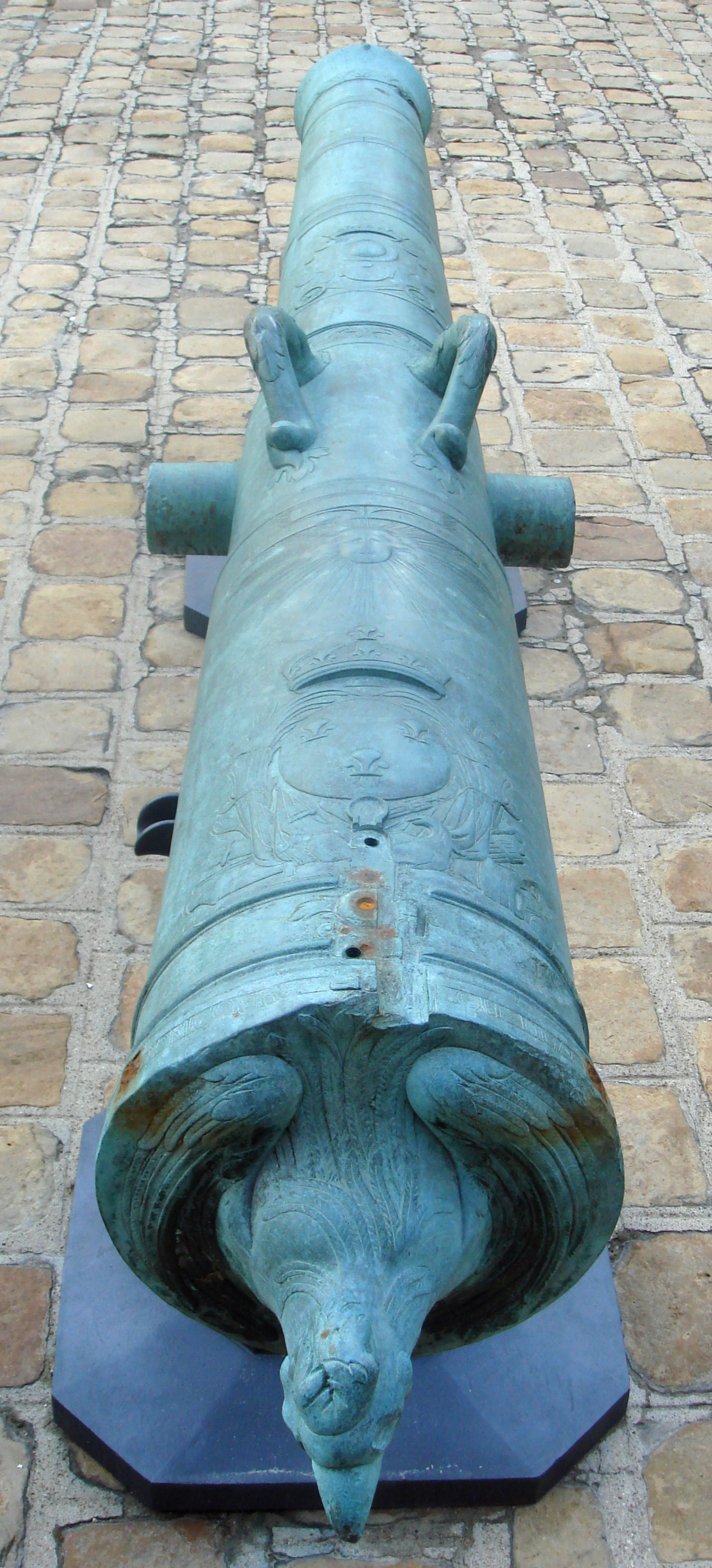
Un canon de 12 de Vallière, coulé par Maritz en 1736.

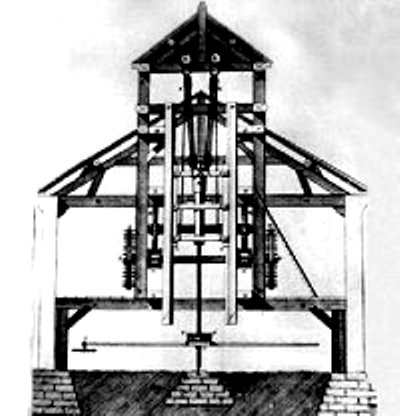
Alésage vertical des canons.

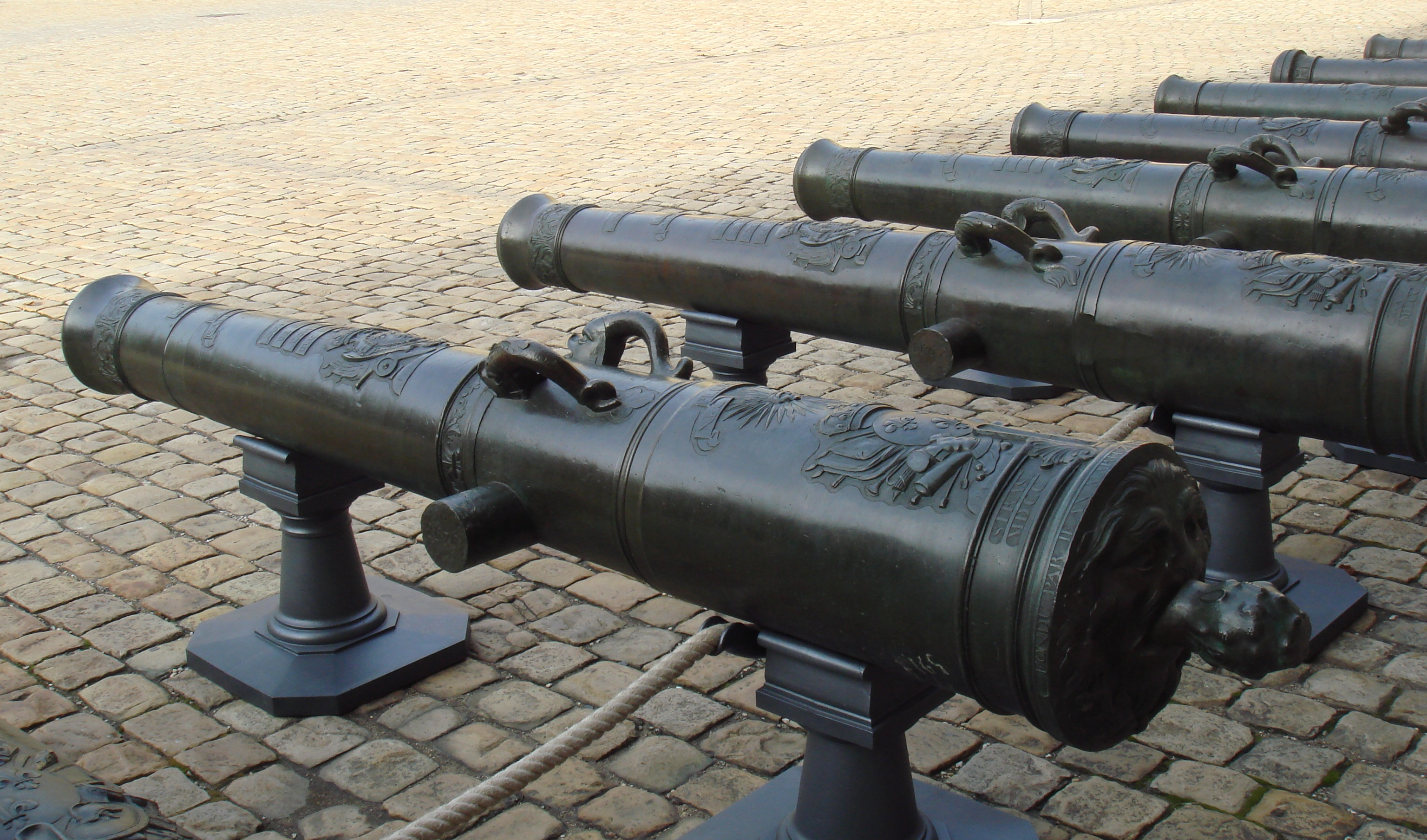
Canons de 24 coulés par Jean Maritz.

Jean Maritz mit au point sa première machine à aléser verticale pour forer les canons en France en 1713,. Il s'écartait ainsi des méthodes des Keller, qui tâchaient d'obtenir la perce du canon dès l'étape de fonte par interposition d'un noyau réfractaire en argile cassé en fin de refroidissement, mais avec une précision qui restait aléatoire. L'idée de Maritz était naturellement d'utiliser le poids du canon pour le maintenir au contact de  l'outil de perce (le mandrin). Mais la technique d'alésage vertical, qui supposait une rotation lente et bien contrôlée du fût, n'était cependant pas sans difficultés, et était d'une grande lenteur.
C'est pourquoi Maritz s'efforça de développer une deuxième technique pour l’alésage horizontal des canons vers 1734,. L’amélioration par rapport au procédé Keller fut cette fois décisive : la perce était presque parfaitement rectiligne, épousant avec une précision suffisante le diamètre des boulets, et accroissant par conséquent l'efficacité du tir par un meilleur guidage. Dans le procédé d’alésage horizontal de Maritz, le canon brut de coulé était mis en rotation dans un bâti, tandis que le mandrin était statique, comme cela s'effectue dans un tour à bois.
Prenant conscience des possibilités du tir profond, les gouvernements de Lord Stanhope et de Robert Walpole commissionnèrent en 1712 Albrecht Borgaard (1659–1751) pour la fonte de nouveaux canons. Au printemps 1749, la ville de Berne confia à Samuel Maritz (1705–1786) la rénovation de son artillerie. Le fils de Jean Maritz, Jean Maritz II, qui avait collaboré dans sa jeunesse aux recherches de son père, sera nommé Inspecteur Général des fonderies de canon de France en 1755.
Le procédé Maritz joua un rôle décisif dans l'émergence du système Gribeauval,.

### Voir également
- John Wilkinson